# Região de Planejamento do Delta do Parnaíba
A Região de Planejamento do Delta do Parnaíba é uma das 32 Regiões Administrativas do Estado do Maranhão e está localizada no extremo oriente do Estado, na divisa com o Piauí. O nome da Região leva é homenagem a uma das regiões turísticas que integram a Rota das Emoções: o delta do Rio Parnaíba.
Araioses é o maior município da Região, bem como o portal de entrada para o Delta. Araioses tem uma grande vantagem em esta conectada por pontes e portos com  a segunda maior cidade do Piaui, Parnaíba, onde o delta do Parnaíba comeca. As duas cidades juntas formam uma população de mais de 200  mil habitantes . São Bernardo é o município-sede da Região.

## Formação
A Região é formada por oito municípios:
- Água Doce do Maranhão
- Araioses
- Brejo
- Magalhães de Almeida
- Milagres do Maranhão
- Santa Quitéria do Maranhão
- Santana do Maranhão
- São Bernardo